# Lainville-en-Vexin
Lainville-en-Vexin est une commune du département des Yvelines, dans la région Île-de-France, en France, située à 15 km environ au nord-est de Mantes-la-Jolie et à 11 km au nord-ouest de Meulan-en-Yvelines.
Lainville-en-Vexin se trouve dans le périmètre du parc naturel régional du Vexin français.
Ses habitants sont appelés les Lainvillois.

## Géographie

### Situation
Située à l'extrême nord du département des Yvelines, limitrophe du Val-d'Oise, Lainville-en-Vexin est une commune rurale, au territoire accidenté et fortement boisé (plus de 50 %). Elle est limitrophe d'Arthies, de Wy-dit-Joli-Village et d'Avernes au nord, d'Aincourt et Sailly à l'ouest, de Brueil-en-Vexin et Montalet-le-Bois au sud et de Frémainville et Jambville à l'est.
Le point culminant des Yvelines, 201 m, se trouve dans cette commune, sur une butte calcaire du bois de Galluis, dans la partie nord-est du territoire, limitrophe avec Avernes.

### Voies de communication et transports
À l'écart des grands axes, la commune est reliée par des chemins départementaux aux communes voisines.

### Hameaux et lieux-dits
Outre le bourg principal, construit sur une colline, la commune comprend plusieurs hameaux écartés : le Prieuré, les Bruyères, la Guillaumette, les Bonnes-Joies ou les Chayets.
Le village compte plus de 10 % de résidences secondaires. Seulement 10 communes des Yvelines ont le taux de maisons secondaires aussi élevé[réf. nécessaire].

### Climat
Pour des articles plus généraux, voir Climat de l'Île-de-France et Climat des Yvelines.
En 2010, le climat de la commune est de type climat océanique dégradé des plaines du Centre et du Nord, selon une étude du CNRS s'appuyant sur une série de données couvrant la période 1971-2000. En 2020, Météo-France publie une typologie des climats de la France métropolitaine dans laquelle la commune est exposée à un climat océanique et est dans la région climatique Sud-ouest du bassin Parisien, caractérisée par une faible pluviométrie, notamment au printemps (120 à 150 mm) et un hiver froid (3,5 °C).
Pour la période 1971-2000, la température annuelle moyenne est de 10,5 °C, avec une amplitude thermique annuelle de 14,5 °C. Le cumul annuel moyen de précipitations est de 696 mm, avec 11,4 jours de précipitations en janvier et 8,3 jours en juillet. Pour la période 1991-2020, la température moyenne annuelle observée sur la station météorologique la plus proche, située sur la commune de Magnanville à 14 km à vol d'oiseau, est de 11,6 °C et le cumul annuel moyen de précipitations est de 641,5 mm,. Pour l'avenir, les paramètres climatiques de la commune estimés pour 2050 selon différents scénarios d'émission de gaz à effet de serre sont consultables sur un site dédié publié par Météo-France en novembre 2022.

## Urbanisme

### Typologie
Au 1er janvier 2024, Lainville-en-Vexin est catégorisée bourg rural, selon la nouvelle grille communale de densité à sept niveaux définie par l'Insee en 2022.
Elle est située hors unité urbaine. Par ailleurs la commune fait partie de l'aire d'attraction de Paris, dont elle est une commune de la couronne,. Cette aire regroupe 1 929 communes,.

### Occupation des solssimplifiée
Le territoire de la commune se compose en 2017 de 88,44 % d'espaces agricoles, forestiers et naturels, 3,68 % d'espaces ouverts artificialisés et 7,88  % d'espaces construits artificialisés.

## Toponymie
Le nom de la localité est attesté sous les formes Ledisvilla au XIe siècle à lire *Ledinsvilla, Linvilla.
Nom de type mérovingien ou carolingien en -ville (au sens ancien de « domaine rural », du latin villa rustica), précédé sans doute d'un nom de personne germanique comme c'est le plus souvent le cas.
Albert Dauzat et Charles Rostaing émettent l'hypothèse de l'anthroponyme germanique Lagino ou encore d'une déglutination d'[A]lain, nom de personne d'origine mal éclaircie.
La commune a pris le nom de Lainville-en-Vexin le 25 décembre 1997.
Le Vexin français est une ancienne province et une région naturelle de France, qui se situe dans le nord-ouest de l'Île-de-France et pour une petite partie en Hauts-de-France, étendue sur les départements du Val-d'Oise, des Yvelines et de l'Oise.

## Histoire
Site habité depuis l'âge de pierre. Un cimetière de l'époque gallo-romaine a été mis au jour en 1875.
Paroisse dépendant des comtes de Meulan, entrée dans le domaine royal en 1205.
Bien que Lainville soit un petit village médiéval de moins de 1 000 habitants, plusieurs monuments anciens existent ou existaient : à commencer par le manoir des Bruyères, situé au hameau des Bruyères cet édifice est visible de la rue, il fait face à l’ancienne auberge de la côte des Bruyères. Plus haut sur la même rue se trouve le château de la Guillaumette, plus une belle demeure qu'un réel château, cet édifice est assez récent vu son architecture proche coloniale. Enfin il existait côté Est de l'actuelle rue de la Mairie, le château de Lainville, où séjourna durant ses chasses le roi Henri IV. Ce domaine était grand, et comprenait la ferme agricole qui existe toujours. Les jardins du château s'étendaient jusqu'à l'église Saint-Martin, une demeure a été construite sur l'emplacement de ce château détruit par les révolutionnaires en 1794. Seul le porche d'entrée des grilles du château est d'origine. Les souterrains du château existent encore.
La commune de Lainville-en-Vexin est liée à l'histoire du calvinisme, enfin surtout de l'anti-calvinisme, en effet la commune majoritairement catholique faisait opposition à Hazeville et au hameau d'Enfer dans lequel le réformateur Jean Calvin habita entre 1533 1534. Cette opposition est marquée avec par exemple le nom des Bonnes Joies qui a été donné à l'un des hameaux de la commune.

## Politique et administration

### Liste des maires
| Période                                  | Période  | Identité         | Étiquette | Qualité                                  |
| ---------------------------------------- | -------- | ---------------- | --------- | ---------------------------------------- |
| Les données manquantes sont à compléter. |          |                  |           |                                          |
| mars 2001                                | 2008     | Philippe Monnier | SE        | OPJ                                      |
| mars 2008                                | 2020     | Stéphane Hazan   | SE        | Urgentiste                               |
| juillet 2020                             | En cours | Martine Quignard | SE        | Fonctionnaire territoriale à la retraite |

### Instances administratives et judiciaires
La commune de Lainville-en-Vexin appartient au canton de Limay et est rattachée à la communauté urbaine Grand Paris Seine et Oise.
Sur le plan électoral, la commune est rattachée à la huitième circonscription des Yvelines, circonscription mi-rurale, mi-urbaine du nord-ouest des Yvelines centrée autour de la ville de Mantes-la-Jolie.
Lainville-en-Vexin est un village de tradition conservatrice, le total des voix de droite s'élève en moyenne à 70 %, droite et extrême droite confondues.
Sur le plan judiciaire, Lainville-en-Vexin fait partie de la juridiction d’instance de Mantes-la-Jolie et, comme toutes les communes des Yvelines, dépend du tribunal de grande instance ainsi que de tribunal de commerce sis à Versailles,.

## Population et société

### Démographie

#### Évolution démographique
L'évolution du nombre d'habitants est connue à travers les recensements de la population effectués dans la commune depuis 1793. Pour les communes de moins de 10 000 habitants, une enquête de recensement portant sur toute la population est réalisée tous les cinq ans, les populations de référence des années intermédiaires étant quant à elles estimées par interpolation ou extrapolation. Pour la commune, le premier recensement exhaustif entrant dans le cadre du nouveau dispositif a été réalisé en 2006.

En 2022, la commune comptait 807 habitants, en évolution de +1,13 % par rapport à 2016 (Yvelines : +2,72 %, France hors Mayotte : +2,11 %).
| 1793 | 1800 | 1806 | 1821 | 1831 | 1836 | 1841 | 1846 | 1851 |
| ---- | ---- | ---- | ---- | ---- | ---- | ---- | ---- | ---- |
| 372  | 352  | 384  | 345  | 354  | 331  | 343  | 330  | 326  |

| 1856 | 1861 | 1866 | 1872 | 1876 | 1881 | 1886 | 1891 | 1896 |
| ---- | ---- | ---- | ---- | ---- | ---- | ---- | ---- | ---- |
| 297  | 272  | 272  | 288  | 288  | 256  | 264  | 251  | 283  |

| 1901 | 1906 | 1911 | 1921 | 1926 | 1931 | 1936 | 1946 | 1954 |
| ---- | ---- | ---- | ---- | ---- | ---- | ---- | ---- | ---- |
| 278  | 263  | 208  | 219  | 216  | 260  | 195  | 159  | 201  |

| 1962 | 1968 | 1975 | 1982 | 1990 | 1999 | 2006 | 2011 | 2016 |
| ---- | ---- | ---- | ---- | ---- | ---- | ---- | ---- | ---- |
| 210  | 179  | 288  | 412  | 664  | 753  | 793  | 828  | 798  |

| 2021 | 2022 | - | - | - | - | - | - | - |
| ---- | ---- | - | - | - | - | - | - | - |
| 797  | 807  | - | - | - | - | - | - | - |

#### Pyramide des âges
En 2018, le taux de personnes d'un âge inférieur à 30 ans s'élève à 35 %, soit en dessous de la moyenne départementale (38 %). De même, le taux de personnes d'âge supérieur à 60 ans est de 21,4 % la même année, alors qu'il est de 21,7 % au niveau départemental.
En 2018, la commune comptait 396 hommes pour 386 femmes, soit un taux de 50,64 % d'hommes, légèrement supérieur au taux départemental (48,68 %).
Les pyramides des âges de la commune et du département s'établissent comme suit.
| Hommes | Classe d’âge | Femmes |
| ------ | ------------ | ------ |
| 0,0    | 90 ou +      | 1,4    |
| 3,2    | 75-89 ans    | 4,4    |
| 17,2   | 60-74 ans    | 16,8   |
| 22,6   | 45-59 ans    | 26,9   |
| 19,9   | 30-44 ans    | 17,7   |
| 14,0   | 15-29 ans    | 16,0   |
| 23,1   | 0-14 ans     | 16,9   |

| Hommes | Classe d’âge | Femmes |
| ------ | ------------ | ------ |
| 0,6    | 90 ou +      | 1,4    |
| 6      | 75-89 ans    | 7,8    |
| 13,5   | 60-74 ans    | 14,8   |
| 20,7   | 45-59 ans    | 20,1   |
| 19,6   | 30-44 ans    | 19,9   |
| 18,5   | 15-29 ans    | 16,8   |
| 21,2   | 0-14 ans     | 19,2   |

## Économie
- Agriculture
- Artisanat (électricité, ferronnerie...)
- Contrôle technique automobile
- Commerce d'écrevisses.
- Airsoft Terrain (Entreprise Amafrance)

## Culture locale et patrimoine

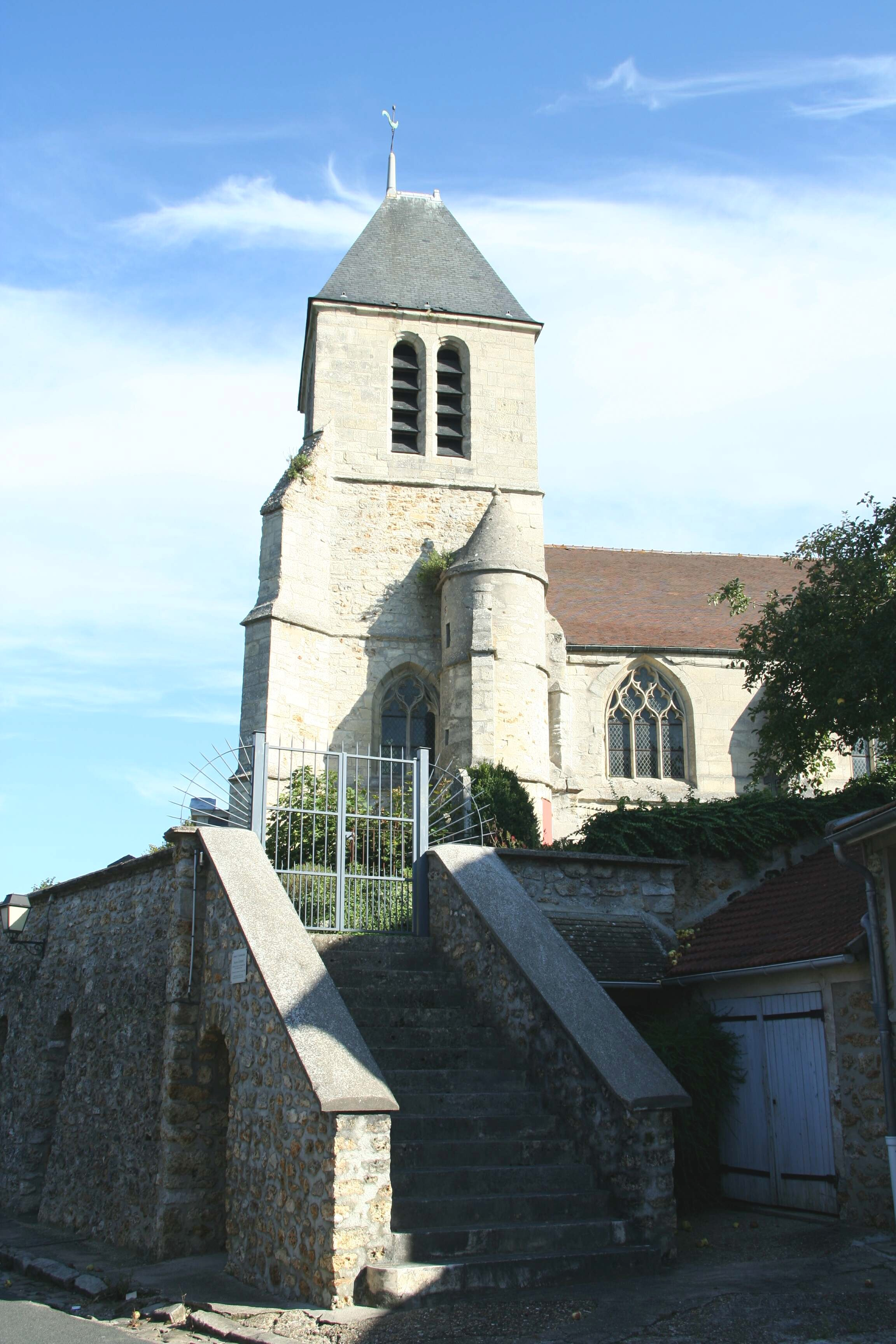
L'église Saint-Martin.

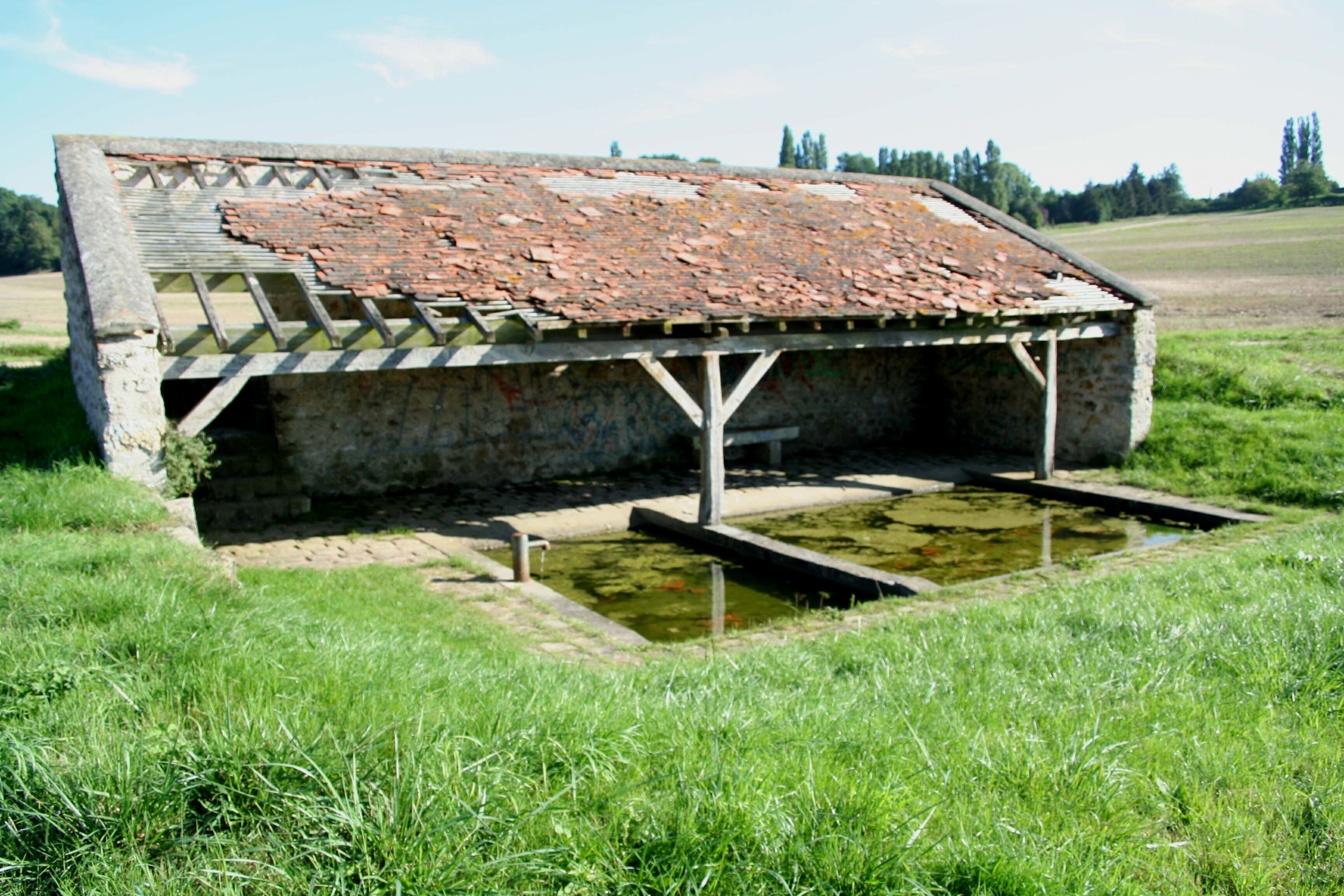
Le lavoir de la Côte-Duché.

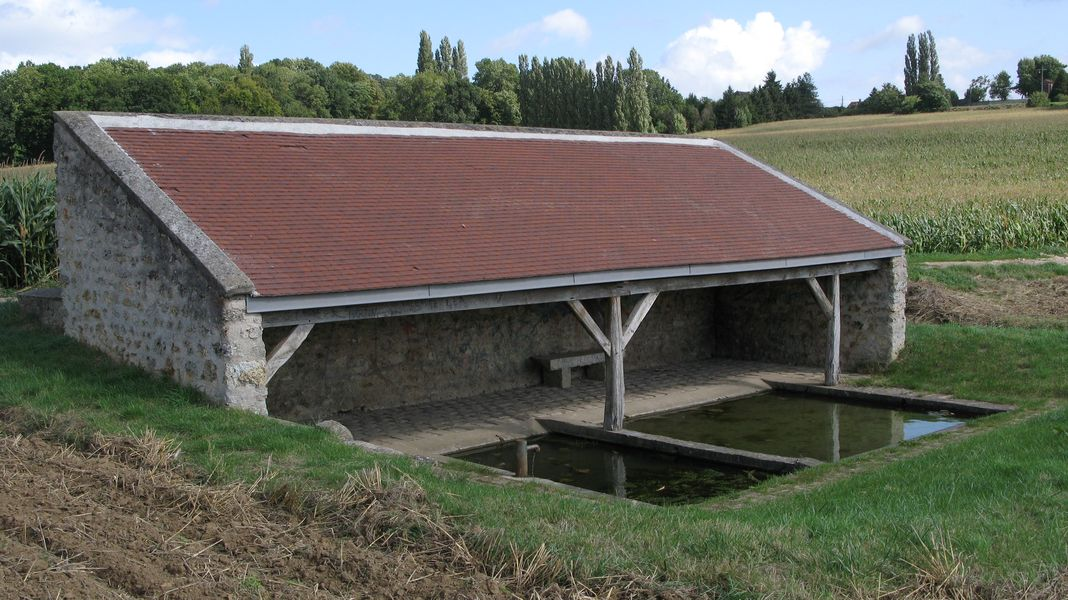
Le lavoir rénové.

### Lieux et monuments
- Église Saint-Martin :  église de style gothique en pierre calcaire datant du XIIe siècle. Le clocher, au toit d'ardoise à quatre pans, a été refait au XVIe siècle,  Inscrit MH (1944)[26].
- Porte de l'ancien Château
- Manoir des Bruyères
- Lavoir de la Côte-Duché : construit en 1876, restauré en 1988 par l'association des amis de Lainville-en-Vexin.
- Croix de l'Herminette : croix pattée située sur la nouvelle route de Montalet, représente l'endroit où une certaine Herminette, accusée de sorcellerie, tomba et se consuma par les flammes de ses vêtements qui avaient été embrasés par les habitants comme condamnation à mort. Laissée libre néanmoins, si la sorcière arrivait jusqu'à la source en contrebas de la route : à la Bernon pour éteindre les flammes elle aurait été naturellement relaxée par la main divine. Faudrait-il entendre que cette femme était réellement une sorcière ?

### Personnalités liées à la commune
- Raoul André (1916-1992), réalisateur français, sa femme Louise Carletti (1922-2002), actrice française et leur fille Ariane Carletti (1957-2019), comédienne et animatrice française, ont vécu dans le village.